# Processo alle streghe di Treviri

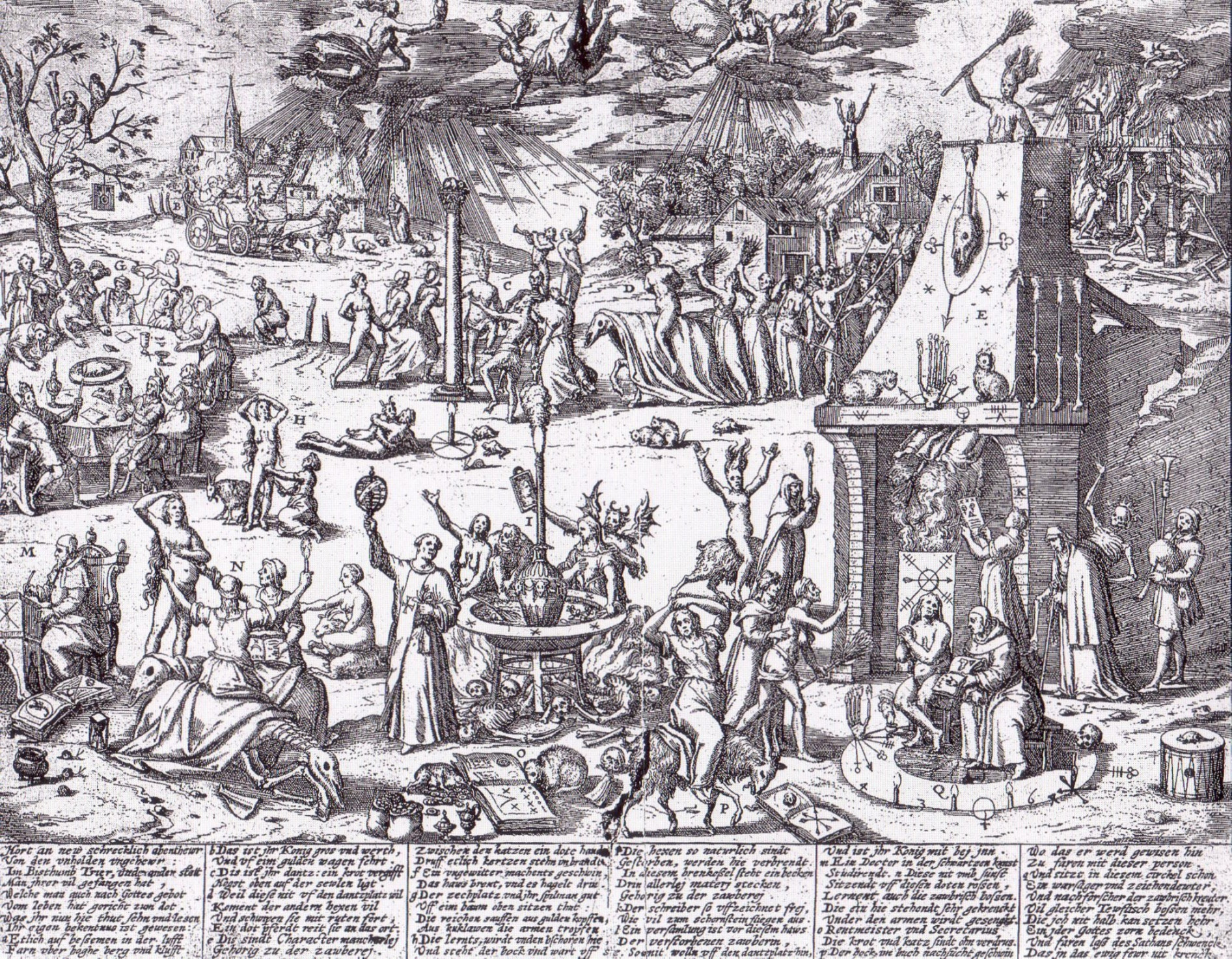
I processi alle streghe di Treviri in un pamphlet del 1594

Per processo alle streghe di Treviri si intende una serie di processi per stregoneria tenutisi nella città tedesca tra il 1581 e il 1593. Insieme a quelli di Fulda, Würzburg e Bamberga, il processo di Treviri è stata una delle più grandi e letali cacce alle streghe della storia tedesca. Le persecuzioni cominciarono nella diocesi di Treviri nel 1581 e raggiunsero la città principale nel 1587, dove i processi finirono col mietere 368 vittime, un numero tanto alto da venire ricordato da alcuni come la più grande esecuzione di massa accaduta in Europa in tempo di pace. Le 368 condanne a morte riguardano solo le persone processate nella città di Treviri: il numero delle sentenze eseguite nel resto della diocesi è sconosciuto, ma alcuni storici ipotizzano fino al migliaio di vittime.

## La vicenda

### Le condanne
Nel 1581 Johann von Schönenberg fu nominato arcivescovo della diocesi indipendente di Treviri. Schönenberg, da sempre un sostenitore dei gesuiti, fece costruire un collegio per la Compagnia di Gesù e ordinò loro di sradicare tre gruppi ritenuti eretici: i protestanti, gli ebrei e le streghe. Alle streghe fu imputata la colpa della siccità delle campagne e una violenta persecuzione fu scatenata rapidamente contro presunti praticanti della magia nera. I processi si diffusero dalle cittadine e alle campagne fino ad arrivare nella stessa Treviri, dove tra il 1587 e il 1593 furono arse vive 368 persone provenienti da ventidue villaggi limitrofi. Le vittime appartenevano a tutti gli strati della società, da contadini a giudici, e coinvolgevano entrambi i sessi. Anche se 108 uomini furono condannati per stregoneria, le vittime principali furono comunque donne e la popolazione femminile fu colpita in maniera massiccia: pare che nel 1588 in due paesi della diocesi rimasero in vita soltanto una donna per ciascun villaggio.

### Le critiche

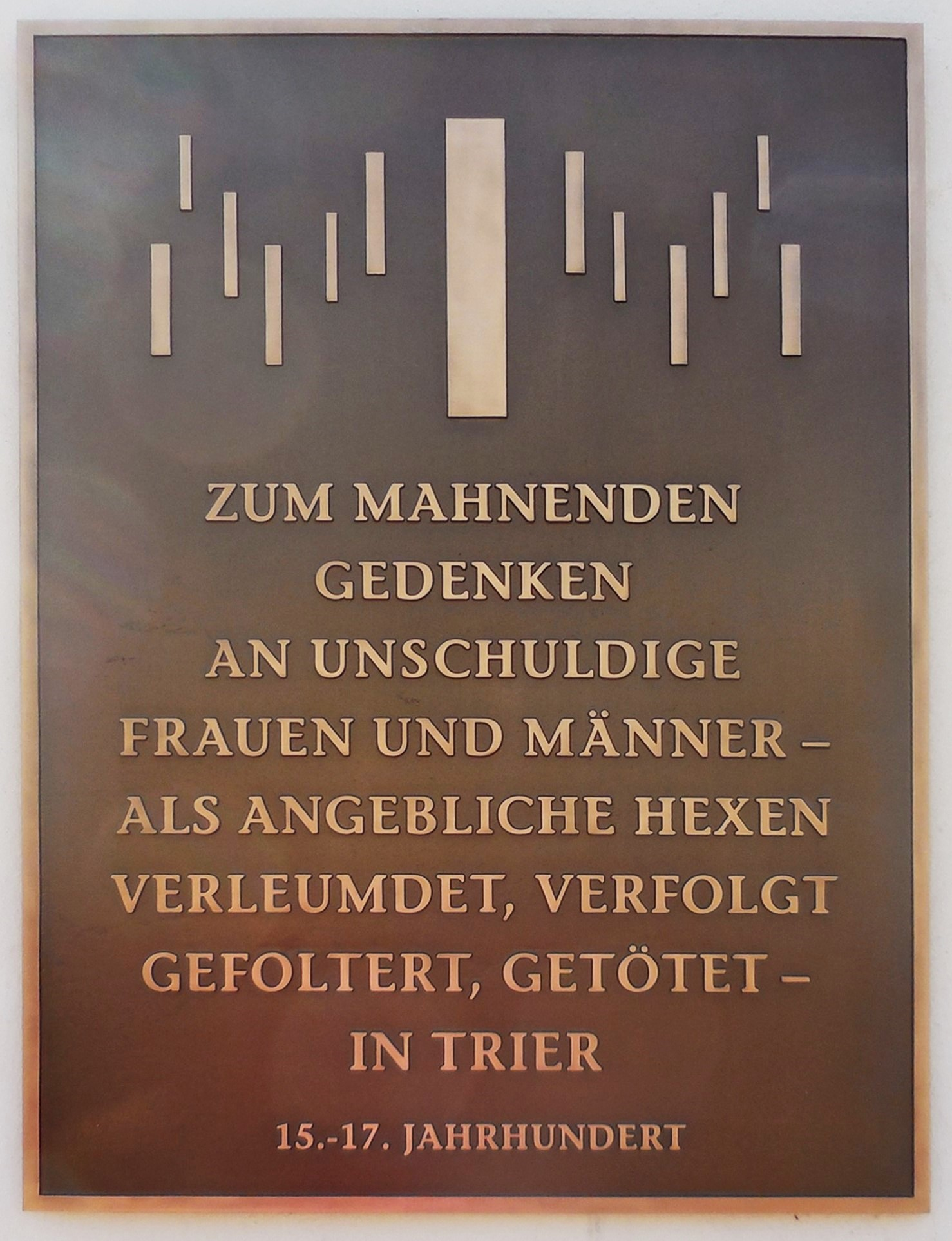
Targa commemorativa delle vittime della caccia alle streghe di Treviri (2015)

La violenza delle esecuzioni, l'arbitrarietà dell'uso della tortura e i benefici economici che le confische portarono agli accusatori furono notati già dai contemporanei e divennero fonti di critiche non solo contro i processi di Treviri, ma contro i processi per stregoneria e la pratica della tortura in generale. Il giudice superiore della città di Treviri, nonché rettore dell'università, Dietrich Flade si fece notare per i suoi modi ritenuti eccessivamente morbidi durante i processi per stregoneria, inclusa una certa riluttanza all'uso della tortura. L'atteggiamento critico di Flade contro i mezzi usati nei processi non tardò a farsi notare da colleghi e inquisitori, tanto che il suo nome cominciò a ricorrere nelle confessioni di presunte streghe che, sotto tortura, dichiaravano di averlo visto in numerosi sabba. Nell'aprile 1589 Flade fu portato a processo per stregoneria e, dopo diverse sessioni di tortura, confessò la sua partecipazione a riti satanici e magici, firmando così la propria condanna a morte. Flade fu strangolato e bruciato sul rogo il 18 settembre 1589.
Un'altra voce particolarmente critica fu quella di Cornelius Loos, sacerdote cattolico e professore di teologia all'università di Treviri. Loos fece notare alle autorità competenti delle irregolarità sia a livello burocratico che etico, anche se le sue osservazioni non furono prese in considerazione. Di conseguenza decise di scrivere e diffondere le proprie idee e nel 1592 tentò di far pubblicare la sua opera De vera et falsa magia. Il trattato non ottenne la licenza di stampa e offese il vescovo suffraganeo Peter Binsfeld. Il manoscritto fu confiscato e Loos imprigionato e costretto a ritrattare le sue idee davanti a un'assemblea ecclesiastica presieduta dal nunzio apostolico Ottavio Mirto Frangipani a Bruxelles il 25 marzo 1593. Dopo l'abiura delle sue idee sulla stregoneria, Loos rimase sotto costante osservazione da parte delle autorità laiche ed ecclesiastiche e fu nuovamente imprigionato in diverse occasioni per i suoi presunti errori teologici. Loos si attirò l'inimicizia del gesuita Martin Delrio, che condusse diversi dei suoi interrogatori. Loos morì di peste in carcere in attesa della sentenza. Il manoscritto del De vera et falsa magia fu ritenuto distrutto o perso per tre secoli, prima di essere rinvenuto nella Biblioteca Gesuita di Treviri dallo storico George Lincoln Burr nel 1886.
Dalle testimonianze dell'abiura davanti al nunzio apostolico traspare che Loos avesse messo in serie discussione l'uso della tortura, che farebbe confessare a chiunque qualunque cosa per mettere fine ai tormenti, oltre che ad aver accusato di tirannia i suoi superiori e i giudici. Queste idee erano evidentemente destinate a portarlo in conflitto con il vescovo Binsfeld, che nel 1589 aveva pubblicato una propria opera sulla stregoneria, in cui sosteneva l'uso della tortura per ottenere confessioni. Si ritiene che l'opera di Loos sia stata influenzata dal medico olandese Johann Wier, che nel De praestigiis daemonum del 1563, in cui Weyer dubitava della realtà della stregoneria, sospettando che le persone accusate fossero più probabilmente vittime di allucinazioni e disturbi mentali che collaboratori del demonio.